# Tensei Shitara Slime Datta Ken
Tensei Shitara Slime Datta Ken (転生したらスライムだった件 Tensei Shitara Slime Datta Ken?), también conocida en inglés como That Time I Got Reincarnated as a Slime, abreviada como TenSura (転スラ?) o Aquella vez que me convertí en Slime en español, es una serie de novelas ligeras escritas por Fuse e ilustradas por Mitz Vah. La serie relata la historia de Satoru Mikami, un asalariado de 37 años que es asesinado tras ser apuñalado por un ladrón y se reencarna en un mundo de espadas y magia como un Slime con poderes únicos y reúne aliados para construir su propia nación de monstruos.
Fue serializada entre 2013 y 2016 en el sitio web Shōsetsuka ni Narō, pero adquirida por Micro Magazine, que publicó el primer volumen de la novela ligera en 2014. Veintidós volúmenes se han lanzado hasta la fecha. Ha recibido siete adaptaciones al manga y una adaptación al anime producida por el estudio 8-Bit fue emitida entre octubre de 2018 y marzo de 2019. Una segunda temporada de la serie de anime se emitió de enero a septiembre de 2021, y una adaptación al anime del segundo manga derivado se emitió de abril a junio de 2021. Se estrenó una película de anime en noviembre de 2022. Un spin-off de animación original en red de tres episodios titulado Visions of Coleus se estrenó en noviembre de 2023. Una tercera temporada se emitió de abril a septiembre de 2024. Se ha anunciado una cuarta temporada, junto con una segunda película, que está prevista para estrenarse en febrero de 2026.

## Argumento
Satoru Mikami es un asalariado normal de 37 años que vive en Tokio. Está casi contento con su vida monótona, a pesar de que no tiene novia. Durante un encuentro casual con su colega, un asaltante aparece de la nada y lo apuñala. Mientras sucumbe a sus heridas, una voz misteriosa resuena en su mente y recita una serie de órdenes que no pudo entender.
Después de recuperar la conciencia, Satoru descubre que se ha reencarnado como un Slime en un mundo desconocido. Al mismo tiempo, también adquiere nuevas habilidades, particularmente la habilidad llamada "Depredador", que le permite devorar cualquier cosa e imitar su apariencia y habilidades. Se topa con Veldora Tempest, un 'Dragón Tormenta' de nivel catastrófico, que estuvo sellado durante 300 años por reducir una ciudad a cenizas. Sintiendo lástima por él, Satoru se hace amigo del dragón y le promete ayudarlo a destruir el sello. A cambio, Veldora le otorga el nombre Rimuru Tempest para otorgarle protección divina.
Con sus nuevos poderes y su sabiduría, Rimuru se gana la amistad y la lealtad de los monstruos que habitan en el Gran Bosque Jura, quienes lo aceptan como su líder y juntos fundan la nación Gran Jura Tempest. A medida que su nueva nación crece rápidamente en fuerza e influencia, Rimuru y sus súbditos atraen la atención de las potencias extranjeras cercanas, desde monarcas y héroes legendarios hasta señores demoníacos, algunos buscan convertirse en sus aliados, mientras que otros pretenden simplemente aprovecharse de ellos o destruirlos completamente por el bien de sus planes.

## Personajes
Rimuru Tempest (リムル・テンペスト?)
 Seiyū: Miho Okasaki, Monserrat Mendoza (español latino), Alicia Bueno (español castellano)
El personaje principal de la serie, que una vez fue un ser humano conocido como Satoru Mikami (三上悟 Mikami Satoru?,  seiyū Takuma Terashima), un asalariado de 37 años que murió tras de ser apuñalado durante un robo. Despierta en otro mundo reencarnado como un slime, considerado uno de los monstruos más débiles. A pesar de esto, tiene diferentes habilidades especiales y únicas. Más tarde conoció al «Dragón Tormenta» Veldora, quien le dio el nombre Rimuru y se hizo amigo de él ganando nivel al obtener el nombre de Rimuru Tempest.
Gran Sabio (大賢者 Dai Kenja?)
 Seiyū: Megumi Toyoguchi, Circe Luna (español latino)
Es una de las dos habilidades únicas que Rimuru obtuvo al nacer en su nuevo mundo.
Veldora Tempest (ヴェルドラ・テンペスト?)
 Seiyū: Tomoaki Maeno, Héctor Emmanuel Gómez (español latino)
El más joven de los cuatro dragones más fuertes, considerado un monstruo catastrófico antes de ser sellado por una heroína hace siglos. Él es el primero en conocer a Satoru Mikami después de morir y reencarnar en slime, él también es el que lo nombró Rimuru, y Rimuru le dio el apellido Tempest.
Shizue Izawa (井沢静江 Izawa Shizue?)
 Seiyū: Yumiri Hanamori, Jocelyn Robles (español latino)
Apodada Shizu (シズ?), es una humana de Japón, invocada en este mundo por el señor demonio León Cromwell durante el bombardeo de Tokio. Ella y Rimuru se conocieron por poco tiempo y desarrollaron un gran vínculo mutuo tras descubrirse a sí mismos como compañeros viajeros de Japón. Tras ser absorbida por Rimuru, éste toma una forma humana similar a la de una Shizu más joven, aunque con cabello azul y ojos dorados.
Rigurd (リグルド?)
El jefe de una aldea goblin, una de las primeras tribus que Rimuru conoció y salvó. Después de ser salvados y nombrados por Rimuru, juró la lealtad de la aldea entera, convirtiéndose en sus primeros subordinados. Como rey goblin, Rimuru le confía el gobierno del país y sus asuntos internos, a los que rinde diligentemente.
Gobta (ゴブタ?)
Un hobgoblin seguidor de Rimuru. Es el único de los seguidores de Rimuru que tiene el derecho de "conversar en tono casual" con el.
Ranga (ランガ?)
Es un fenrir y un leal seguidor de Rimuru. Es líder del clan «Lobos Estrella», y el hijo del jefe anterior. Conserva muchas de las características de los perros, como la lealtad, mover la cola cuando está feliz, siendo protector, y siempre con ganas de complacer a su amo Rimuru. Todo su clan pasó a convertirse en Tempest Wolf, por compartir la manada un nombre.
Benimaru (紅丸 (ベニマル)?)
 Seiyū: Makoto Furukawa
Es un oni de cabello rojo y un par de cuernos negros, un fiel seguidor de Rimuru. Es el comandante en jefe de Tempest y uno de sus subordinados más fuertes. Usa un tachi como su arma principal.
Souei (蒼影/ソウエイ Sōei?)
 Seiyū: Takuya Eguchi, César Garduza (español latino)
Es un oni de piel oscura con cabello azul oscuro, ojos azules y un cuerno blanco, un fiel seguidor de Rimuru. Se destaca en el espionaje y la recopilación de información. Usa dos ninjatō como armas principales.
Shion (紫苑 (シオン)?)
 Seiyū: Mao Ichimichi, Marisol Romero (español latino), Aída de la Cruz (español castellano)
Es una oni con cabello violeta, tez pálida y un cuerno oscuro y recto. También es una fiel seguidora de Rimuru y lo sirve como secretaria personal y guardia, a pesar de ser torpe, muy mala en cocina y bastante tonta. También es bastante impulsiva y sus compañeros la frenan a menudo debido a sus frecuentes berrinches. Usa un enorme ōdachi como su arma principal.
Shuna (朱菜 (シュナ)?)
 Seiyū: Sayaka Senbongi, Alondra Hidalgo (español latino), Elena Vázquez (español castellano)
Es una princesa oni, hermana de Benimaru, de pelo largo y rosado, piel blanca, ojos morados y dos cuernos blancos en la frente. Es uno de los sirvientes más leales de Rimuru, encargada del Departamento de Producción de Tempest. Debido a la bondad de Rimuru, ella se enamora de él.
Kurobe (黒兵衛/クロベエ?)
Es un oni con pelo corto y negro y dos pequeños cuernos en la frente. Otro de los sirvientes de Rimuru. Se respetan mutuamente ya que Kurobe es leal y agradecido con su señor, mientras que Rimuru aprecia sus habilidades de herrero. Los dos a menudo conversan para fabricar nuevos armamentos para Tempest basados en las ideas de Rimuru.
Hakurou (白老/ハクロウ?)
 Seiyū: Hōchū Ōtsuka, José Luis Orozco (español latino)
Es un oni y el mayor de los seis ogros sobrevivientes, tiene el pelo largo y blanco, una larga barba y dos cuernos pequeños. Fiel seguidor de Rimuru, se desempeña como comandante. En general es un anciano sabio y tranquilo, con una actitud despreocupada, que gana un gran respeto por parte de sus compañeros estudiantes. Rimuru aprende y mejora sus técnicas de espada de él. Usa una katana como su arma principal.
Milim Nava (ミリム?)
 Seiyū: Rina Hidaka, Karen Vallejo (español latino), Noelia de Luis (español castellano)
Ella es uno de los señores demonios más antiguos y poderosos. Debido a su apariencia, a menudo se la confunde con una niña sencilla con cabello de color rosa.

## Medios

### Novelas ligeras
Fuse publicó la serie originalmente como novela web en el sitio de contenido generado por el usuario Shōsetsuka ni Narō entre el 20 de febrero de 2013 y el 1 de enero de 2016. La serie fue adquirida para publicación impresa por Micro Magazine, quien publicó la primera novela ligera, con ilustraciones de Mitz Vah, bajo su sello GC Novels en mayo de 2014.
| N.º  | Fecha de lanzamiento     | ISBN original          |
| ---- | ------------------------ | ---------------------- |
| 1    | 30 de mayo de 2014       | ISBN 978-4-89637-459-9 |
| 2    | 30 de agosto de 2014     | ISBN 978-4-89637-473-5 |
| 3    | 24 de diciembre de 2014  | ISBN 978-4-89637-488-9 |
| 4    | 30 de agosto de 2015     | ISBN 978-4-89637-502-2 |
| 5    | 30 de mayo de 2015       | ISBN 978-4-89637-507-7 |
| 6    | 30 de octubre de 2015    | ISBN 978-4-89637-538-1 |
| 7    | 28 de abril de 2016      | ISBN 978-4-89637-561-9 |
| 8    | 30 de agosto de 2016     | ISBN 978-4-89637-577-0 |
| 8.5  | 30 de agosto de 2016     | ISBN 978-4-89637-580-0 |
| 9    | 30 de noviembre de 2016  | ISBN 978-4-89637-600-5 |
| 10   | 7 de abril de 2017       | ISBN 978-4-89637-630-2 |
| 11   | 8 de diciembre de 2017   | ISBN 978-4-89637-678-4 |
| 12   | 9 de marzo de 2018       | ISBN 978-4-89637-698-2 |
| 13   | 28 de septiembre de 2018 | ISBN 978-4-89637-816-0 |
| 13.5 | 30 de enero de 2019      | ISBN 978-4-89637-845-0 |
| 14   | 29 de marzo de 2019      | ISBN 978-4-89637-862-7 |
| 15   | 28 de septiembre de 2019 | ISBN 978-4-89637-923-5 |
| 16   | 27 de marzo de 2020      | ISBN 978-4-89637-989-1 |
| 17   | 30 de septiembre de 2020 | ISBN 978-4-86716-056-5 |
| 18   | 31 de marzo de 2021      | ISBN 978-4-86716-122-7 |
| 19   | 30 de noviembre de 2021  | ISBN 978-4-86716-203-3 |
| 20   | 30 de septiembre de 2022 | ISBN 978-4-86716-339-9 |
| 21   | 30 de octubre de 2023    | ISBN 978-4-86716-488-4 |
| 22   | 30 de enero de 2025      | ISBN 978-4-86716-707-6 |

### Manga
Una adaptación al manga con arte de Taiki Kawakami ha sido serializada en la revista Monthly Shōnen Sirius de Kodansha desde 2015 y ha sido recopilada en veintinueve volúmenes tankōbon. Una segunda serie de manga titulada Tensei Shitara Slime Datta Ken: Mamono no Arukikata (転生したらスライムだった件 魔物の国の歩き方?), con arte de Shō Okagiri, se ha serializado en línea desde 2016 a través del sitio web Comic Ride de Micro Magazine. Se ha recopilado en seis volúmenes tankōbon.

### Anime
Una adaptación al anime producida por 8-Bit se estrenó el 2 de octubre de 2018. La serie es dirigida por Yasuhito Kikuchi, con Atsushi Nakayama como director asistente, Kazuyuki Fudeyasu manejando la composición, Ryouma Ebata diseñando los personajes y Takahiro Kishida proporcionando el diseños de los monstruos. Elements Garden está componiendo la música de la serie. Takuma Terashima interpreta el tema de apertura de la serie y True el tema de cierre. La serie es transmitida simultáneamente por Crunchyroll y Funimation. Tendrá una duración de 25 episodios más 5 OVA resultando un total de 30.
Se anunció una segunda temporada, y estaba programada para estrenarse en octubre de 2020, pero se retrasó hasta el 12 de enero de 2021 debido a COVID-19. La segunda temporada es un anime split-cour y la segunda mitad estaba programada para salir al aire en abril de 2021, pero se ha pospuesto hasta julio de 2021. 8-Bit seguirá animando la serie, con el personal y los miembros del elenco retomando sus roles.
Una adaptación al anime del manga spin-off Tensura Nikki: Tensei Shitara Slime Datta Ken estaba programada para estrenarse en enero de 2021, pero se retrasó para el 6 de abril de 2021 debido a COVID-19. 8-Bit también animará la serie, con Yuji Ikuhara dirigiendo la serie, Kotatsumikan escribiendo el guion, Risa Takai y Atsushi Irie como diseñadores de personajes, y RON componiendo la música.
El 12 de abril de 2021, Crunchyroll anunció que la serie recibió un doblaje en español latino, que se estrenó el 18 de agosto (primera temporada) y el 18 de febrero de 2022 (segunda temporada).
Después de la emisión del episodio final de la segunda temporada, se anunció que la serie recibirá una película de anime. La película se titula That Time I Got Reincarnated as a Slime: Guren no Kizuna-hen (That Time I Got Reincarnated as a Slime: Scarlet Bond).. La película se estrenó en Japón el 25 de noviembre de 2022. Crunchyroll proyectará la película fuera de Asia a principios de 2023. Crunchyroll comenzará a transmitir la película junto con el doblaje en español latino y castellano el 27 de abril de 2023.
Se anunció una tercera temporada el 9 de noviembre de 2022. El elenco y el personal de la segunda temporada y la ONA Coleus no Yume, vuelven en sus respectivos papeles con Toshizō Nemoto encargandose de la composición de la serie. Se estrenó el 5 de abril de 2024 en Nippon TV y sus filiales, así como en BS11. Tendrá una duración de dos cursos consecutivos.
Se anunció una cuarta temporada el 27 de septiembre de 2024.
Después de la emisión del episodio final de la tercera temporada, se anunció la producción de una nueva película. La segunda película se titula Tensei Shitara Slime Datta Ken: Sōkai no Namida-hen. Se estrenará en Japón el 27 de febrero de 2026.
Una serie de ONA original de tres episodios, titulada Coleus no Yume, se anunció el 19 de febrero de 2023. Se estrenó el 1 de noviembre de 2023. El tema de apertura es «Hikaru Hanatsu», interpretado por Takuma Terashima, mientras que el tema de cierre es interpretado por Miho Okasaki. Crunchyroll obtuvo la licencia fuera de Asia.

## Recepción
La serie de novelas ligeras tiene más de 4,5 millones de volúmenes impresos. La novela ligera ocupó el octavo lugar en 2017 en la guía anual de novelas ligeras Kono Light Novel ga Sugoi! de Takarajimasha en la categoría tankōbon. Se clasificó sexto en 2018.